# Estádio Municipal Alberto Oliveira
Estádio Municipal Alberto Oliveira – stadion piłkarski, w Feira de Santana, Bahia, Brazylia, na którym swoje mecze rozgrywa klub Fluminense de Feira Futebol Clube.
Pierwszy gol: Mário Porto (Bahia-Feira de Santana)